# Jeotgalicoccus psychrophilus
Jeotgalicoccus psychrophilus ist eine Bakterienart. Sie zählt zu der Abteilung Firmicutes, der Gram-Test verläuft somit positiv. Der GC-Gehalt dieser Art liegt  bei 40 Mol-Prozent. Sie wurde zusammen mit Jeotgalicoccus halotolerans aus koreanischen fermentierten Meeresfrüchten Jeotgal isoliert. Der Artname bezieht sich auf die Eigenschaft der Art, kältere Temperaturen zu tolerieren, sie ist psychrophil. Das Genom des Bakterienstammes Jeotgalicoccus psychrophilus DSM 19085 wurde 2013 sequenziert.

## Merkmale

### Erscheinungsbild
Die Zellen von Jeotgalicoccus psychrophilus sind kokkenförmig, mit einem Durchmesser von 0,6 bis 1,1 µm. Jeotgalicoccus psychrophilus bildet, wie alle Arten der Gattung, keine Endosporen. Die Art kann sich nicht durch eigene Kraft bewegen, ist also nicht motil.
Auf festen Nährböden wachsen die Zellen zu glatten, glänzenden Kolonien heran, auf Marine-Agar weisen diese eine hellgelbe Färbung auf. In der Aufsicht sind die Kolonien rund bis etwas unregelmäßig geformt, in der seitlichen Ansicht erscheinen sie leicht konvex erhaben. Wenn die Inkubationsdauer verlängert wird, wird von den Kolonien – wie auch bei der verwandten Art Jeotgalicoccus halophilus – ein hellrosafarbenes Pigment gebildet, das in das Nährmedium diffundiert.

### Wachstum und Stoffwechsel
Jeotgalicoccus psychrophilus ist heterotroph, er führt keine Photosynthese durch. Der Stoffwechsel ist fakultativ anaerob, d. h. die Art zeigt auch unter anaeroben Bedingungen – also unter Sauerstoffausschluss – Wachstum und führt eine Gärung durch. Der pH-Wert für bestes Wachstum liegt bei 7,0–8,0, ab einem pH-Wert von 5,5 findet kein Wachstum mehr statt. Die Art ist psychrophil, kann sich also auch bei niedrigen Temperaturen vermehren. Hierauf verweist auch der gewählte Artname. Jeotgalicoccus psychrophilus zeigt Wachstum im Bereich von 4 bis 34 °C, die optimale Temperatur liegt bei 20–25 °C, oberhalb von 35 °C erfolgt kein Wachstum mehr. Ein Gehalt von 2 bis 5 % Natriumchlorid (NaCl) im Nährmedium ist optimal, Werte von bis zu 14 % NaCl werden toleriert. Falls kein NaCl vorhanden ist, erfolgt kein Wachstum. Eine andere Untersuchung durch Zhu-Xiang Liu u. a. kommt zu dem Ergebnis, dass auch bei 0 % NaCl Wachstum erfolgt.
Das Enzym Katalase ist vorhanden, auch der Oxidase-Test fällt positiv aus. Hingegen verfügt J. psychrophilus nicht über das Enzym Urease, kann also keinen Harnstoff abbauen. Ebenso wenig ist er zur Nitratreduktion fähig. Im Rahmen des chemoorgano-heterotrophen Stoffwechsels kann J. psychrophilus von den bei der Untersuchung durch Yoon u. a. getesteten organischen Verbindungen nur den Zucker Saccharose verwerten. Dabei wird Säure gebildet, das Testergebnis fällt aber nur schwach positiv aus. Nach den Ergebnissen von Zhu-Xiang Liu u. a. von 2011 können auch D-Glucose und Maltose verwertet werden.
Die meisten der untersuchten Kohlenhydrate können von J. psychrophilus nicht fermentativ unter Säurebildung verwertet werden. Dazu gehören beispielsweise die Monosaccharide L-Arabinose, D-Fructose, D-Galactose, D-Mannose, L-Rhamnose, D-Ribose und D-Xylose, die Disaccharide D-Cellobiose, Lactose, Melibiose und D-Trehalose, sowie die Trisaccharide D-Melezitose und D-Raffinose. Ebenso wenig werden die Zuckeralkohole Adonitol, D-Mannitol, D-Sorbitol und myo-Inositol verwertet.

### Chemotaxonomische Merkmale
Die Mureinschicht in der Zellwand enthält die Diaminosäure L-Lysin als diagnostisch wichtige Aminosäure an Position 3 der Peptidbrücke. Der Peptidoglycan-Typ ist A3α, neben Lysin sind noch die Aminosäuren Glycin und L-Alanin vorhanden. Wie für Jeotgalicoccus-Arten üblich, ist das Haupt-Menachinon MK-7. Die in den Membranlipiden vorkommenden Fettsäuren sind hauptsächlich Moleküle mit einer ungeraden Zahl von Kohlenstoffatomen (C15) und keiner Doppelbindung (gesättigte Fettsäuren). Es handelt sich um die verzweigtkettigen Fettsäuren mit den Abkürzungen anteiso-C15:0 (anteiso-Pentadecansäure) und iso-C15:0 (iso-Pentadecansäure), ihr Anteil liegt bei 33,0 bzw. 18,6 %.

### Genetik
Das Genom des Bakterienstammes Jeotgalicoccus psychrophilus DSM 19085 (der Typusstamm der Art) wurde 2013 sequenziert und als „dauerhafter Entwurf“ (permanent draft) veröffentlicht. Zuvor wurden bereits für phylogenetische Untersuchungen die Nukleotide der 16S rRNA bestimmt, ein für Prokaryoten typischer Vertreter der ribosomalen RNA. Das Genom weist eine Größe von 2346 Kilobasenpaaren (kb) auf, das ist etwa 50 % der Genomgröße von Escherichia coli. Das Genom wurde im Rahmen des KMG-Projektes erforscht, bei dem 1000 Genome von Mikroorganismen (one thousand microbial genomes) sequenziert werden, um eine „Genom-Enzyklopädie“ von Typusstämmen (Genomic Encyclopedia of Type Strains) zu erstellen. Auf diese Weise sollen durch phylogenetische Untersuchungen die Verwandtschaftsbeziehungen der Mikroorganismen geklärt werden. Das Ergebnis der Sequenzierung zeigt einen niedrigen GC-Gehalt (den Anteil der Nukleinbasen Guanin und Cytosin) in der Bakterien-DNA, er liegt bei etwa 40 Mol-Prozent. Yoon u. a. hatten bei ihrer Untersuchung 2003 einen GC-Gehalt von 42 Mol-Prozent ermittelt, allerdings mit der HPLC eine andere Bestimmungsmethode verwendet. Ein niedriger GC-Gehalt ist typisch für die Vertreter der Ordnung Bacillales und anderer Firmicutes.

### Pathogenität
Jeotgalicoccus psychrophilus ist nicht pathogen („krankheitserregend“), er wird durch die Biostoffverordnung in Verbindung mit der TRBA (Technische Regeln für Biologische Arbeitsstoffe) 466 der Risikogruppe 1 zugeordnet.

## Systematik
Die Art Jeotgalicoccus psychrophilus zählt zu der Familie der Staphylococcaceae in der Ordnung der Bacillales. Jeotgalicoccus psychrophilus wurde 2003 zusammen mit J. halotolerans (der Typusart dieser Gattung) von Jung-Hoon Yoon u. a. erstbeschrieben. Der dabei entdeckte Bakterienstamm J. psychrophilus YKJ-115 ist der Typusstamm der Art. Er wurde in den Sammlungen von Mikroorganismen in Korea (als KCCM 41449), Japan (als JCM 11199) und in Deutschland bei der Deutschen Sammlung von Mikroorganismen und Zellkulturen als J. psychrophilus DSM 19085 hinterlegt.
Bei der phylogenetischen Untersuchung wurde eine Verwandtschaft zu der Gattung Salinicoccus festgestellt. Allerdings zeigte der Vergleich der Sequenz der 16S rRNA mit den untersuchten Salinicoccus-Arten Salinicoccus roseus und Salinicoccus hispanicus nur eine Ähnlichkeit von etwa 93 %, so dass eine neue Spezies in einer ebenfalls neu etablierten Gattung vorgeschlagen wurde. Auch in phänotypischen Merkmalen unterscheidet sich Jeotgalicoccus psychrophilus von den Salinicoccus-Spezies. Beispielsweise kann S. roseus Casein und Stärke hydrolysieren, während dies bei J. psychrophilus nicht der Fall ist. Im Vergleich mit S. hispanicus unterscheidet sich J. psychrophilus von diesem durch den negativen Test auf Urease und die Nitratreduktion. Unterschiede zwischen den gemeinsam entdeckten Arten J. psychrophilus und J. halotolerans zeigen sich u. a. bei den Kohlenhydraten, die verwertet werden können (vergleiche Übersicht).

## Etymologie
Der Gattungsname Jeotgalicoccus leitet sich von dem neulateinischen Wort Jeotgalum her und bezieht sich auf den Fundort der erstbeschriebenen Art. Sie wurde aus koreanischen fermentierten Meeresfrüchten Jeotgal isoliert. Der Artname J. psychrophilus leitet sich von dem altgriechischen Wort psychros (kalt) und griechisch philos (etwas mögen) ab und bezieht sich auf die Eigenschaft der Art, kältere Temperaturen zu tolerieren, sie ist psychrophil.

## Ökologie
Die Art wurde aus koreanischen fermentierten Meeresfrüchten Jeotgal isoliert.